# Gentianella tubulosa
Gentianella tubulosa är en gentianaväxtart som först beskrevs av Ernest Friedrich Gilg, och fick sitt nu gällande namn av H.A. Fabris. Gentianella tubulosa ingår i släktet gentianellor, och familjen gentianaväxter. Inga underarter finns listade i Catalogue of Life.